# Moglie di Candaule

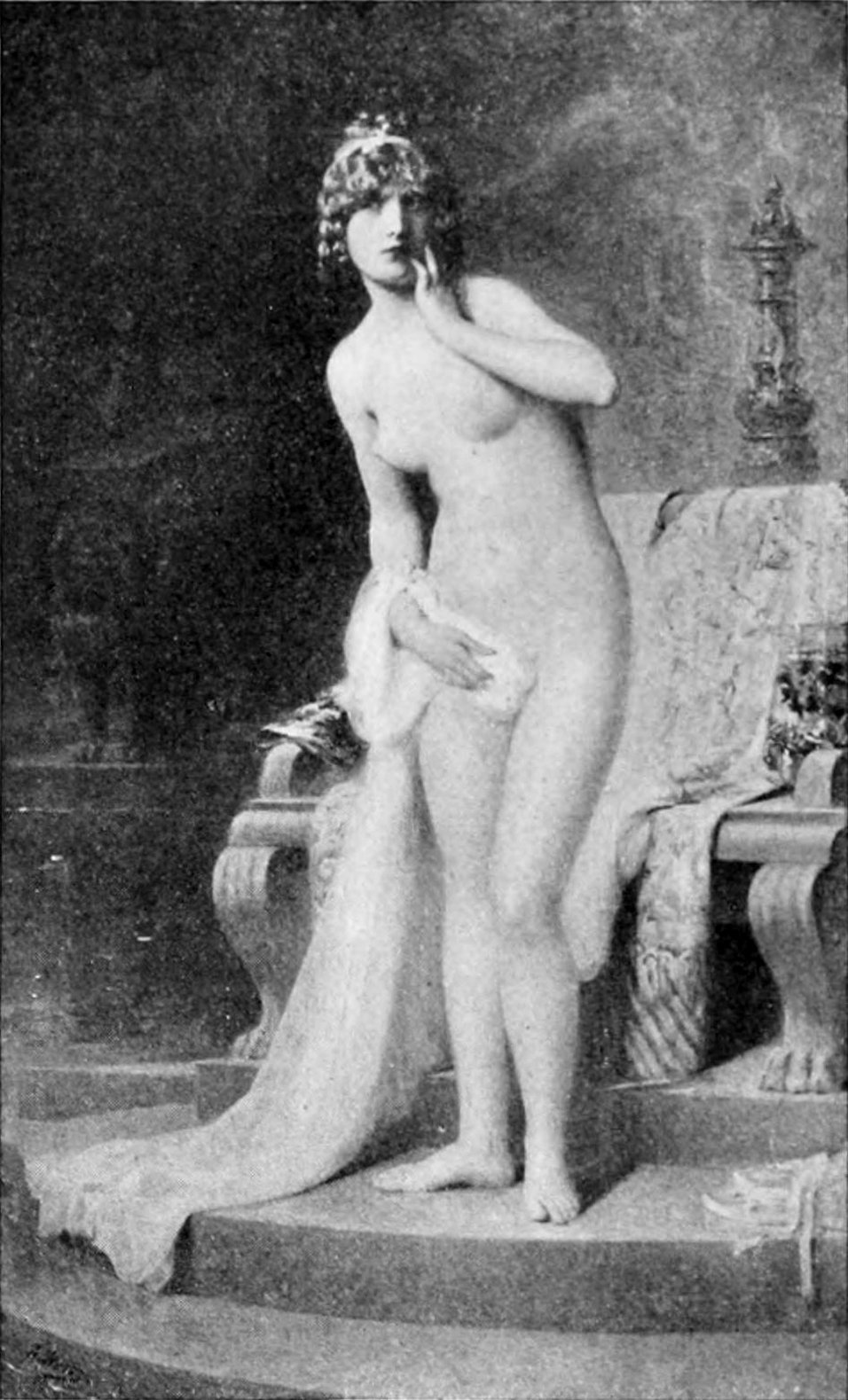
Adolphe Weisz, La moglie di Candaule, 1908

La moglie di Candaule è un personaggio leggendario e letterario citato nel primo libro delle Storie di Erodoto, nel quale si racconta la storia di Gige e Candaule.

## Nomi
Nella Biblioteca di Fozio vengono riportati alcuni nomi con i quali la regina lidia era nota nel mondo antico: Nissia, Tudò o Clizia.
Tolomeo Chenno la chiama Nissia (in greco antico: Νυσσία, Nyssia), un nome che Théophile Gautier adoperò per il suo racconto Re Candaule e che venne ripreso dagli scrittori successivi. Se oggi Nissia è il nome più legato al mito, Pierre-Henri Larcher ne cita comunque degli altri: "Alcuni dicono che si chiamasse Tudò, qualcun altro Clizia, e Abas la chiama Abro." Tudò (in greco antico: Τυδώ, Tydō) è il nome della sovrana secondo il resoconto di Nicola di Damasco.
Secondo Larcher, Erodoto non la cita mai con il nome Nissia "perché Plesirro, che egli amava, era innamorato di una persona di Alicarnasso con questo nome. Questo giovane, disperato per non aver potuto sfiorare la sua amante, si impiccò. Erodoto vedeva nel nome di Nissia un nome odioso, e per questo motivo si astenne dal pronunciarlo."

## Racconto

### Erodoto

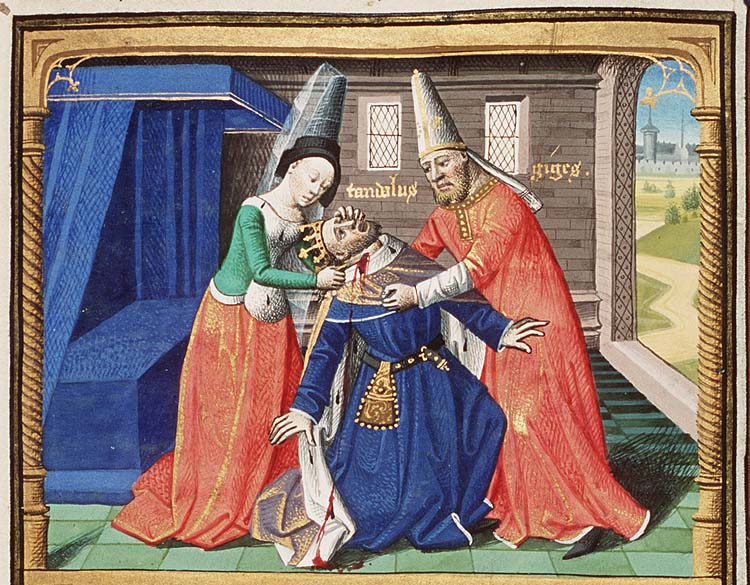
La regina e Gige uccidono Candaule in una miniatura medievale della fine del XV secolo.

Si tratta della versione che ha ispirato maggiormente gli artisti. Erodoto la tramanda da una poesia perduta di Archiloco di Paro.
Il re Candaule riteneva che la sua consorte fosse la più bella di tutte. Si vantava con Gige, una sua guardia del corpo, del fascino della sua sposa, e un giorno lo invitò a convincersi della sua bellezza di persona. Gige rifiutò l'offerta sacrilega, ma il re insistette. Nascosto dietro la porta della camera nuziale, Gige osservò la regina che andava a letto, ma proprio mentre sgattaiolava via venne intravisto dalla sovrana. Fingendo di non aver notato nulla ed essendosi convinta che suo marito voleva umiliarla, questa decise di vendicarsi. 
L'indomani mattina ella convocò Gige e gli disse che avrebbe dovuto scegliere se essere ucciso o ammazzare Candaule e sposarla, così da cancellare l'umiliazione. Dato che la regina insisteva, Gige decise di uccidere Candaule. La regina lo nascose dove si trovava la notte prima e la guardia pugnalò Candaule nel sonno. Ella dunque divenne la moglie di Gige, che salì al trono come re della Lidia.

### Nicola di Damasco
Nicola di Damasco racconta una versione della storia che è abbastanza diversa dal racconto erodoteo. In questa versione, Gige viene mandato da Candaule a prendere Tudò, la figlia di Arnosso di Misia, che il re lidio voleva prendere come sua regina. Sulla strada per il ritorno Gige si innamora di Tudò. Dopo essere stato infornato che il re intendeva punirlo con la morte (probabilmente per aver scoperto la sua relazione), Gige assassina Candaule durante la notte e sale al trono al suo posto.

## Nella cultura di massa

### Letteratura
La vicenda venne ripresa molte volte nella letteratura francese. Al 1674 risale il racconto in versi Le Roi Candaule et le maître en droit di Jean de La Fontaine. Nel 1844, Théophile Gautier scrisse la novella Il re Candaule ispirandosi alla storia raccontata da Erodoto. Fu con quest'opera letteraria di successo che si stabilizzò l'uso del nome "Nissia" per indicare la regina. La storia venne anche adattata per il teatro: il 9 aprile del 1873, Ludovic Halévy mise in scena una commedia in un atto intitolata Le Roi Candaule al Palais-Royal di Parigi; nel 1901, André Gide scrisse un dramma omonimo in tre atti che andò in scena il 9 maggio al Théâtre de l'Œuvre di Parigi.

### Opera e balletto
Nel 1868, al teatro Bol'šoj Kamennyj di San Pietroburgo, andò in scena il balletto Le Roi Candaule (in cirillico: Царь Канда́вл?, traslitterato: Car' Kandavl), con le coreografie di Marius Petipa e la musica di Cesare Pugni. Il libretto venne scritto da Jules-Henri Vernoy de Saint-Georges. In questo adattamento, la sovrana si chiama Nisia. Tra il 1935 e il 1936, il compositore Alexander von Zemlinsky realizzò l'opera in tre atti Der König Kandaules, op. 26, tratta dal dramma di André Gide. L'orchestrazione venne completata da Antony Beaumont tra il 1992 e il 1996 e la prima si tenne ad Amburgo nel 1996.

### Arte

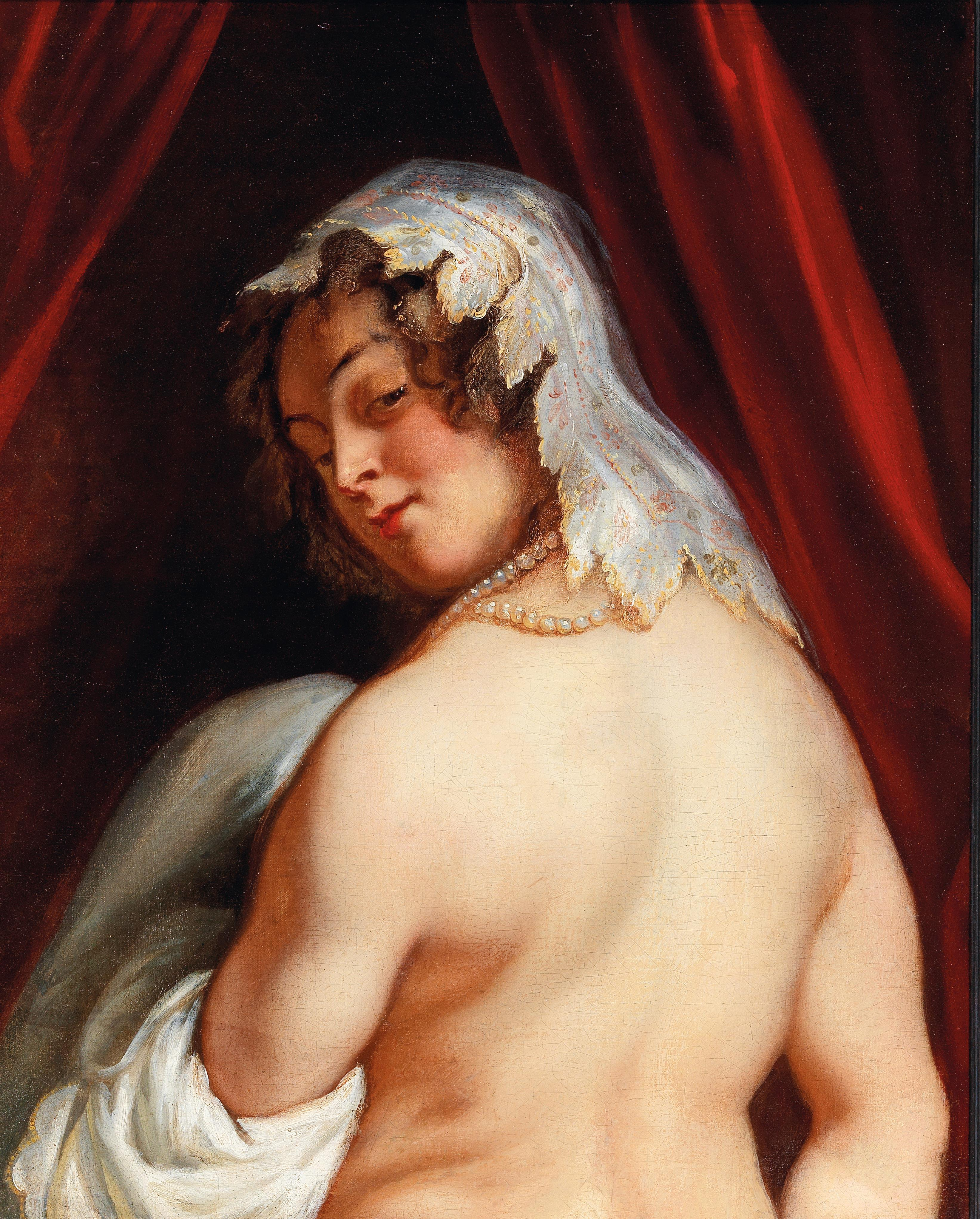
La moglie di Candaule in un dipinto di Jacob Jordaens.

L'episodio, dato il suo forte elemento erotico, ispirò molto spesso gli artisti, in particolare nel diciannovesimo secolo.
Uno dei primi quadri a ispirarsi a questo racconto fu dipinto da Dosso Dossi e oggi si trova alla Galleria Borghese di Roma. Una delle versioni più celebri di questo tema artistico venne dipinta nel 1646 circa da Jacob Jordaens: Re Candaule mostra sua moglie a Gige raffigura la sovrana mentre si gira, come se si fosse appena accorta della presenza di Gige, e ispirò un dipinto di genere del pittore neerlandese Jacob van Loo (Giovane donna che va a letto). Ad Arnold Houbraken è attribuito un dipinto ispirato proprio a quest'ultima tela di van Loo, nel quale il personaggio torna a essere la consorte lidia. Verso la fine del Seicento, il tema fu affrontato anche da Eglon Hendrik van der Neer con La moglie del re Candaule.
Alcuni artisti, come Giambattista Pittoni, si concentrarono sulla scena dell'uccisione di Candaule da parte di Gige, che a volte include anche la figura della regina. Pietro Liberi realizzò un dipinto sulla regina che viene spiata e un altro che si pensa possa raffigurarla assieme a Gige nella notte del regicidio: non tutti gli storici dell'arte, tuttavia, sono concordi nel riconoscere l'episodio in quest'ultima opera, che si trova alla galleria nazionale slovena.
Dopo la pubblicazione della storia di Gautier, la figura di Nissia conobbe molta fortuna nel mondo artistico francese per il resto del XIX secolo, ispirando pittori come Théodore Chassériau (1850) Jean-Léon Gérôme (Re Candaule, 1859) e Charles-Désiré Hue (1864) e scultori come James Pradier (1848). L'opera di Pradier, in particolare, si intitola Nyssia e venne apprezzata da Gautier stesso.